# Аналитический сигнал
Аналитический сигнал (аналитическое представление сигнала) — используемое в теории обработки сигналов математическое представление аналогового сигнала в виде комплекснозначной аналитической функции времени. Обычный, действительный сигнал x является при этом действительной частью аналитического представления xa.
Идея преобразования — оставить лишь неотрицательные частоты в спектре сигнала, достаточные для его восстановления в силу эрмитовой симметрии: {\displaystyle X(-f)={\overline {X(f)}}}.
Аналитический сигнал является обобщением понятия комплексной амплитуды на случай сигналов, отличных от гармонического.

## Определение
Пусть x(t) — представляющая сигнал действительнозначная функция, преобразование Фурье (т.е. спектр) которой обозначим X(f),, а u(f) — функция Хевисайда.
Тогда:
{\displaystyle {\begin{aligned}X_{\mathrm {a} }(f)&\ {\stackrel {\mathrm {def} }{=}}\ {\begin{cases}\ \ 2X(f),&{\mbox{for }}f>0,\\\ \ X(f),&{\mbox{for }}f=0,\\\ \ 0,&{\mbox{for }}f<0,\end{cases}}\\&=X(f)\cdot 2\mathrm {u} (f)\end{aligned}}}
содержит лишь неотрицательную часть спектра X(f).  
Подвергая полученный спектр {\displaystyle X_{\mathrm {a} }(f)} обратному преобразованию Фурье, мы и получаем аналитический сигнал:
{\displaystyle {\begin{aligned}x_{\mathrm {a} }(t)&=\underbrace {{\mathcal {F}}^{-1}\{X(f)\}} _{x(t)}\ *\ \underbrace {{\mathcal {F}}^{-1}\{2\mathrm {u} (f)\}} _{\delta (t)+j\cdot {1 \over \pi t}}\quad \quad {\mbox{ }}\\&=x(t)+j\underbrace {\left[x(t)*{1 \over \pi t}\right]} _{{\hat {x}}(t)},\end{aligned}}}
где * — свёртка, {\displaystyle {\hat {x}}(t)} — преобразование Гильберта функции {\displaystyle x(t),} а {\displaystyle j} означает мнимую единицу.

## Примеры
Пусть  {\displaystyle x(t)=\cos(\omega _{0}t)} для некоторой частоты {\displaystyle \omega _{0}>0}
Тогда:
{\displaystyle {\hat {x}}(t)=\cos(\omega _{0}t-{\begin{matrix}{\frac {\pi }{2}}\end{matrix}})=\sin(\omega _{0}t)}
{\displaystyle x_{\mathrm {a} }(t)=\cos(\omega _{0}t)+j\cdot \sin(\omega _{0}t)=e^{j\omega _{0}t}}
Это комплексная функция с возрастающим по времени аргументом.

## Практические применения
Устранение «отрицательных частот» используется в аналоговой передаче звука (АМ-радиовещание, аналоговая телефонная связь) для экономии полосы частот.

## Внешние ссылки
- Преобразование Гильберта. Аналитический сигнал.
- Преобразование Гильберта. Аналитический сигнал.